# Bykamp
Bykamp er moderne krigsførelse i bebyggede områder. Som tommelfingeregel kan man sige at kamp om byer før det 20. århundrede bedre kan betegnes som belejring end som bykamp.
Bykamp adskiller sig betydeligt fra konventionelle kamphandlinger, både på det operationelle og det taktiske niveau. En komplicerende faktor i byer er, at der typisk er store koncentrationer af civile. De kan være svære at adskille fra fjenden, hvis denne består af militser eller andre irregulære tropper. For den enkelte soldat er situationen svær, fordi slagmarken er tredimensionel, og har begrænset udsyn og begrænsede skudfelter. Forsvarere har fremragende dækning i bygninger, og det er nemt at placere lureminer. Snigskytter kan også være et yderligere faremoment.

## Bykamp i nyere historie
Det 20. århundredes mest kendte slag i bebyggede områder:
- Slaget om Stalingrad (1942-1943) – Vendepunktet i 2. verdenskrig, sovjetiske tropper slog de tyske tropper tilbage i byen Stalingrad ved floden Volga.
- Slaget om Berlin (1945) – Russiske tropper indtog Berlin under blodige kampe.
- Slaget om Hue (1968) – Del af Vietnamkrigen. Amerikanske marinesoldater ryddede byen Hue for nordvietnamesiske tropper.
- Belejringen af Sarajevo (1992-1995) – Sarajevo blev belejret og beskudt kraftigt af serbiske tropper.
- Slaget i Mogadishu (1993) – En fredsbevarende mission, Operation Restore Hope, udviklede sig til voldsomme kampe mellem somaliske militser og amerikanske specialstyrker.
- Slaget om Fallujah (2004) – Del af Irakkrigen. Amerikanske marinesoldater ryddede byen Fallujah for oprørere.

## Betegnelser
- Bykamp bruges af det danske militær.
- MOUT (Military Operations on Urban Terrain) bruges af det amerikanske forsvar.
- FIBUA (Fighting in Built Up Areas) bruges af det britiske militær.
- CQB (Close Quarters Battle) bruges af det amerikanske militær om teknikker til rydning af bygninger.